# 中先代の乱
中先代の乱（なかせんだいのらん）は、建武2年（1335年）7月、北条高時（鎌倉幕府第14代執権）の遺児北条時行が、御内人の諏訪頼重らに擁立され、鎌倉幕府再興のため挙兵した反乱。北条時行は10歳以下の幼年であったが足利直義を破り、鎌倉奪還に成功した。先代（北条氏）と後代（足利氏）との間にあって、一時的に鎌倉を支配したことから中先代の乱と呼ばれている。また、鎌倉支配が20日余りしか続かなかったことから、廿日先代（はつかせんだい）の異名もある。

## 経過
鎌倉幕府滅亡後、建武の新政により、鎌倉には、後醍醐天皇の皇子・成良親王を長とし尊氏の弟の足利直義が執権としてこれを補佐する形の鎌倉将軍府が設置された。しかし建武政権は武家の支持を得られず、北条一族の残党などは各地で蜂起を繰り返していた。北条氏が守護を務めていた信濃国もその1つで、千曲川（信濃川）周辺ではたびたび蜂起が繰り返され、足利方の守護小笠原貞宗らが鎮圧にあたっていた。
建武2年（1335年）6月には、鎌倉時代に関東申次を務め、北条氏と繋がりがあった公家・西園寺公宗らが京都に潜伏していた北条高時の弟北条泰家（時興）を匿い、持明院統の光厳上皇を擁立して政権転覆を企てた陰謀が発覚する。公宗らは後醍醐天皇の暗殺に失敗して誅殺されたが、泰家は逃れ、各地の北条残党に挙兵を呼びかけた。
信濃に潜伏していた北条時行は、御内人であった諏訪頼重や滋野氏・仁科氏らに擁立されて挙兵した。時行の信濃挙兵に応じて北陸では北条一族の名越時兼が挙兵する。諏訪氏の縁続きに当たる保科弥三郎（保科氏）や四宮左衛門太郎（武水別神社神官家）、関屋氏、夏目氏ら時行勢は青沼合戦において船山守護所（小笠原貞宗）を襲撃した。この間に諏訪氏・滋野氏らは信濃国衙を焼き討ち襲撃して、建武政権が任命した公家の国司（清原真人某）を自害させる。
ところが、京都の建武政権は当初、反乱軍が時行を擁しているとの情報を掴んでいなかったらしく、京都では反乱軍は木曽路から尾張国に抜け、最終的には政権のある京都へと向かうと予想したために鎌倉将軍府への連絡が遅れ、それが後の鎌倉陥落につながったとみられている。
勢いに乗った時行軍は武蔵国へ入り鎌倉に向けて進軍する。7月20日頃に女影原（埼玉県日高市）で渋川義季や岩松経家らが率いる鎌倉将軍府の軍を、小手指ヶ原（同県所沢市）で今川範満の軍を、武蔵府中で救援に駆けつけた下野国守護・小山秀朝の軍を打ち破り、これらを自害あるいは討死させた。続いて、井手の沢（東京都町田市）にて鎌倉から出陣して時行軍を迎撃した足利直義をも破る。直義は尊氏の子の幼い足利義詮や、後醍醐天皇の皇子成良親王らを連れて鎌倉を逃れる。
鎌倉には建武政権から失脚した後醍醐天皇の皇子護良親王（前征夷大将軍）が幽閉されていたが、直義は鎌倉を落ちる際に密かに家臣の淵辺義博に護良親王を殺害させている（7月23日）。鎌倉に護良を将軍・時行を執権とする鎌倉幕府が再興され建武政権に対抗する存在になることを恐れていたからと考えられている。
7月24日、鎌倉将軍府側は鶴見（神奈川県横浜市鶴見区）にて最後の抵抗を試みるが、佐竹義直（佐竹貞義の子）らが戦死、翌25日に時行は鎌倉に入り、一時的に支配する。更に時行勢は逃げる直義を、駿河国手越河原で撃破した。直義は乱の報告を京都に伝えると同時に成良親王を返還し、8月2日に三河国矢作に拠点を構えた。
時行勢の侵攻を知らされた建武政権では、足利尊氏が後醍醐天皇に対して、時行討伐の許可と同時に武家政権の設立に必要となる総追捕使と征夷大将軍の役職を要請するが、後醍醐天皇は要請を拒否する。
8月2日、尊氏は勅状を得ないまま出陣し、後醍醐天皇は尊氏に追って征東将軍の号を与える。尊氏は直義と合流し、9日に遠江国橋本（静岡県湖西市）、12日に小夜の中山にて尊氏と同道してきた今川頼国の手により名越高邦戦死、14日に駿河国の清見関および国衙にて諏訪小二郎金刺頼秀（諏訪大社下社社家）が戦死、17日に相模国箱根、18日に相模国相模川で尊氏方は義経来の北条方に遺恨を持つ中村経長が獅子奮迅の働きをするも今川頼国・頼周兄弟が戦死するなど各地が激戦に見舞われた。時行勢は次第に劣勢となり戦線は徐々に後退。19日には相模国辻堂で敗れた諏訪頼重が鎌倉勝長寿院で自害して、時行は鎌倉を保つこと20日余りで逃亡する。
後醍醐天皇は尊氏へ出陣の許可は与えなかったものの、8月30日の小山朝氏への下野国司兼守護への補任は尊氏の奏請に応じたものと考えられ、また間に合わなかったとは言え九州の大友貞載に出陣を求める綸旨を出していることから、少なくてもこの段階では尊氏と天皇の方針に大きな違いはなかったと考えられている。ところが、9月27日になり、尊氏は鎌倉において、乱の鎮圧に付き従った将士に勝手に恩賞の分配を行うため袖判下文を発給し、建武政権の上洛命令を無視したりするなど、建武政権から離反する（延元の乱）。
北条時行に従った武士には名越氏のような北条氏一門もいたが、大部分が諏訪頼重のような御内人であった。彼らの中には千葉氏・宇都宮氏・三浦氏などの関東有力武家の庶流の出身者が多数含まれており、結果的に関東武士が多数含まれることになった。これに対して佐竹氏・小山氏などの関東の御家人が鎌倉将軍府側に加わり、更に既に将軍府に出仕していた旧幕府吏僚や御内人の多くも時行の動きには従わずに、直義とともに鎌倉から脱出している。このため、鎌倉に入った時行は公式の幕府文書を発給することが出来ず、御内人のみで出せる得宗家の奉行人連署奉書で命令を下している。そして、建武政権に仕えていた旧幕府吏僚や御内人の中にも尊氏とともに時行討伐に参加する者がおり、時行および御内人の挙兵は結果的には御内人同士の戦いとなって鎌倉幕府再興の可能性を失わせるとともに、室町幕府や鎌倉府を支える吏僚層を形成するきっかけとなった。
時行は鎌倉を逃れた後も各地に潜伏し、南北朝成立後は吉野の南朝から朝敵免除の綸旨を受けて南朝に従い、新田氏や北畠顕家の軍などに属して足利方と戦うが、正平7年/文和元年（1352年）足利方に捕縛され、翌年、鎌倉において処刑されたとされる。

## 題材にした作品
- 中先代の乱、始末（清水米房、2008年、信毎書籍出版センター）[10]
- 逃げ上手の若君（松井優征、2021年、集英社『週刊少年ジャンプ』連載）